# Río St. Marks
El  St. Marks es un río de la frontera interestatal de Florida.
Su recorrido comienza en el extremo sur del lago Miccosukee, al noroeste del condado de Jefferson, como río subterráneo para aflorar y fluir durante 56 km. por los condados de Leon y Wakulla hasta la Bahía Apalachee, un brazo del Golfo de México. Tiene una cuenca hidrográfica de 861,0 km²; y un afluente principal, el río Wakulla.
Unos cuantos kilómetros al sur de su nacimiento, el St. Marks pasa bajo un puente natural y desaparece para convertirse en un río subterráneo durante casi 2,5 km. Al emerger atraviesa una zona de rocas, formando rápidos.
La ciudad de St. Marks se encuentra en la intersección de los ríos Wakulla y St. Marks. Al norte está la comunidad de Newport y entre St. Mark y Newport hay una pequeña zona industrial a la que dan servicio gabarras.

El Parque estatal histórico de San Marcos de Apalache y el faro de St. Marks se encuentran cerca de la desembocadura del río.

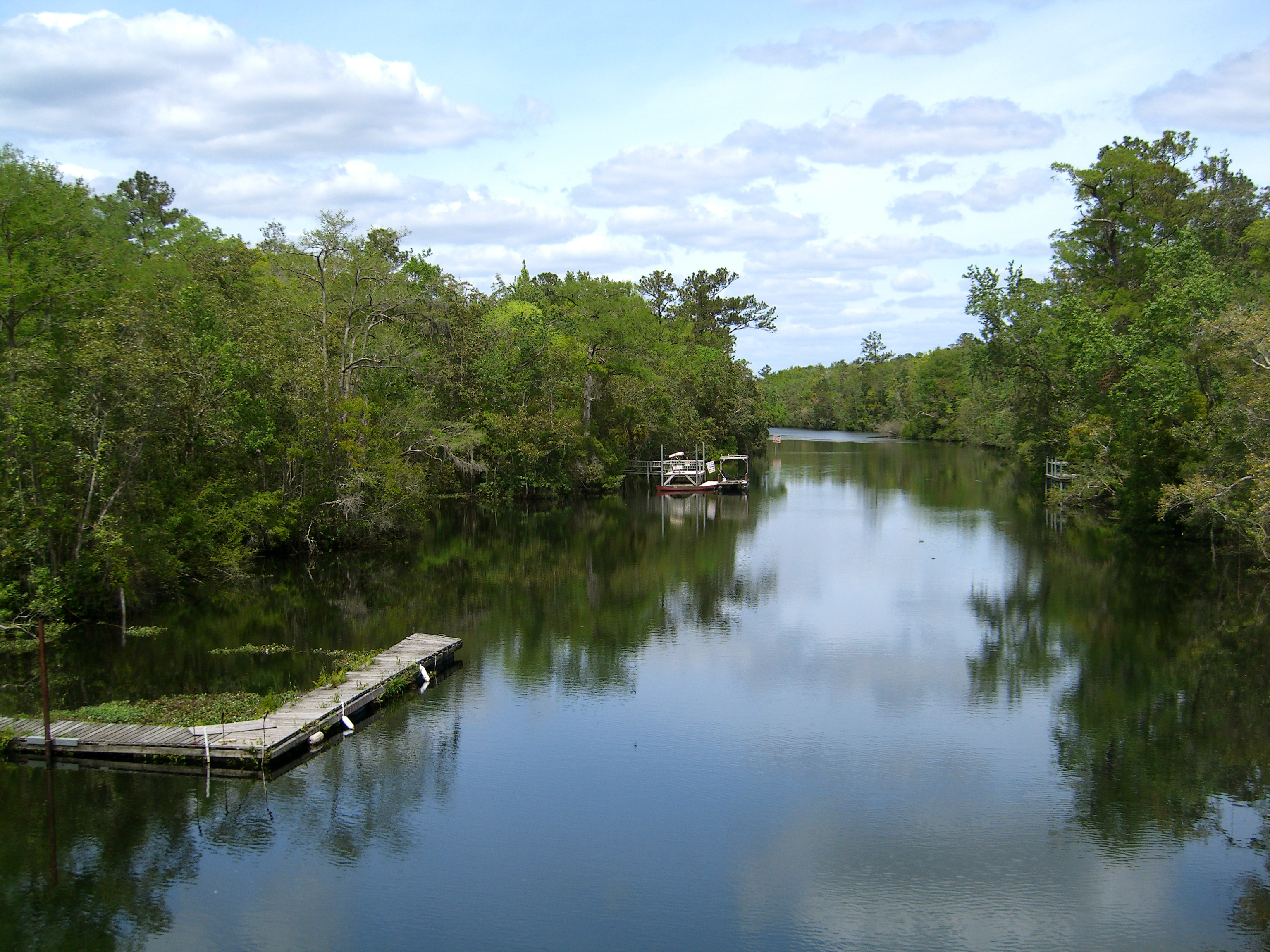
El río St. Marks River visto desde la autopista 98 de EE. UU., en Newport, Florida.

- Datos: Q7589999
- Multimedia: St. Marks River / Q7589999